# Nery Delgado
Joaquim Filipe Nery da Encarnação Delgado (Elvas, 26 de mayo de 1835-Figueira da Foz, 1908), conocido como Nery Delgado, fue un geólogo portugués que junto a Carlos Ribeiro dibujó el primer mapa geológico de Portugal en el año 1876. Estudió en la Escola do Exército y en 1855 finalizó sus estudios de ingeniería de minas. En el año 1882 empieza a dirigir la Comissão Geológica do Reino, cargo que ocupó hasta el año 1908. Fue nombrado miembro extranjero de la Sociedad Geológica de Londres en el año 1899.
Nery Delgado estudió las cuevas de Cesareda, emplazadas en calizas jurásicas. También estudió el Paleozoico portugués y publicó estudios sobre rocas y minerales de la colonia portuguesa de Angola.